# Apterostigma billi
Apterostigma billi är en myrart som beskrevs av Weber 1938. Apterostigma billi ingår i släktet Apterostigma och familjen myror. Inga underarter finns listade.